# Библиография на Джо Абъркромби
Това е списък с произведенията на английски и на български език на британския писател на фентъзи Джо Абъркромби, публикувани от 2006 до 2021 година.

## Серии

### Първият закон (TheFirst Law)
1. The Blade Itself (2006) – роман
Гласът на острието, ИК „Колибри“ (2010), прев. Александър Ганчев, ISBN 978-954-529-832-5
2. Before They Are Hanged (2007) – роман
Преди да увиснат на въжето, ИК „Колибри“ (2011), прев. Александър Ганчев, ISBN 978-954-529-879-0
3. Last Argument of Kings (2008) – роман
Последният довод на кралете, ИК „Колибри“ (2011), прев. Александър Ганчев, ISBN 978-954-529-918-6

- The First Law Trilogy (2012) – компилация от част 1, 2 и 3

### Светът на първия закон (First Law World)
1. Best Served Cold (2009) – роман
Отмъщението на Монца, изд. „Бард“ (2011), прев. Красимир Вълков, ISBN 978-954-655-211-2
2. The Heroes (2011) – роман
Герои, ИК „Колибри“ (2013), прев. Александър Ганчев, ISBN 978-619-150-163-2
3. Red Country (2012) – роман
Червена страна, ИК „Колибри“ (2014), прев. Александър Ганчев, ISBN 978-619-150-428-2

- Sharp Ends: Stories from the World of the First Law (2016) – сборник с 13 разказа от света на „Първия закон“.
Внезапни завършеци, ИК „Колибри“ (2017), прев. Александър Ганчев, ISBN 978-619-02-0018
- The Great Leveller (2015) – компилация от част 1, 2, и 3
- The Collected Joe Abercombrie (2013) – ел. компилация от двете серии

#### Разкази и повести в света на Първия закон
- The Fool Jobs (2010) – разказ, в сборника Swords & Dark Magic: The New Sword and Sorcery
„Идиотсĸa задача“, в сборника „Внезапни завършеци“, ИК „Колибри“ (2017), прев. Александър Ганчев
- Yesterday, Near a Village Called Barden (2011) – разказ, в ексклузивното издание с твърда корица на романа The Heroes от изд. „Waterstones“
„Bчера, близо до село, наречено Барден…“, пак там
- Freedom! (2012) – разказ, в ексклузивното издание с твърда корица на романа Red Country от изд. Waterstones 
„Cвобода!“, пак там
- Skipping Town (2013) – разказ, в сборника Legends: Stories in Memory of David Gemmell
„Oмитане от града“, пак там
- Some Desperado (2013) – разказ, в сборника Dangerous Women
„И това ми било разбойничĸa“, пак там
- Tough Times All Over (2014) – повест, в сборника Rogues; награда „Локус“ (2015) за най-добра повест
„На никого не му е лесно“, в сборника „Разбойници“, изд. „Сиела“ (2015), ISBN 9789542817123
- Small Kindnesses (2015) – кратка новела, в сборника Unbound: Tales of Masters and Fantasy
„Mалĸи добрини“, в сборника „Внезапни завършеци“, ИК „Колибри“ (2017), прев. Александър Ганчев
- Hell (2016) – разказ, в сборника Sharp Ends
„Ад“, пак там
- Two's Company (2016) – разказ, пак там
„Двама ca малĸo“, пак там
- Wrong Place, Wrong Time (2016) – разказ, пак там
„Ha неподходящо място в неподходящ момент“, пак там
- A Beautiful Bastard (2016) – разказ, пак там
„Kрасив негодниĸ“, пак там
- Made a Monster (2016) – разказ, пак там
„Да създадеш чудовище“, пак там
- Three's a Crowd (2016) – разказ, пак там
„Tрима ca много“, пак там

### Ерата на безумието (The Age of Madness)
15 години след събитията описани в „Червена страна“
1. A Little Hatred (2019) – роман
Малка омраза, ИК „Сиела“ (2020), прев. Александър Ганчев, ISBN 978-954-28-3315-4
2. The Trouble with Peace (2020) – роман
Неприятната страна на мира, ИК „Сиела“ (2021), прев. Ангел Ангелов, ISBN 978-954-28-4026-8
3. The Wisdom of Crowds (2021) – роман
Мъдростта на тълпите, ИК „Сиела“ (2023), прев. Ангел Ангелов, ISBN 978-954-28-4274-3

### Разбито море (Shattered Sea)
1. Half a King (2014) – роман, награда „Локус“ (2015) за най-добра младежка книга
Полукрал, ИК „Колибри“ (2016), прев. Александър Ганчев, ISBN 978-619-150-528-9
2. Half a World (2015) – роман
Половин свят, ИК „Колибри“ (2018), прев. Александър Ганчев, ISBN 978-619-02-0178-6
3. Half a War (2015) – роман
Половин война, ИК „Колибри“ (2018), прев. Александър Ганчев, ISBN 978-619-02-0219-6

- The Shattered Sea Series: 3-Book Bundle (2016) – компилация от част 1, 2 и 3

## Документалистика
- Introduction (2011) – увод към The Lies of Locke Lamora (автор: Скот Линч)
- Introduction (2019) – увод към A Game of Thrones (автор: Джордж Р. Р. Мартин)

## Графични произведения

### Светът на Първия закон (The First Law)
- The Blade Itself (2013) – мини-серия в 4 броя на изд. Blind Ferret entertainment, адаптация Чък Диксън. Издадени в компилацията The First Law: The Blade Itself Volume 1 (2013) на изд. Blind Ferret entertainment.